# Olympische Sommerspiele 2024/Teilnehmer (Namibia)
| Gelbes Symbol für Goldmedaillen mit stilisierten Olympischen Ringen | Graues Symbol für Silbermedaillen mit stilisierten Olympischen Ringen | Braundes Symbol für Bronzemedaillen mit stilisierten Olympischen Ringen |
| ------------------------------------------------------------------- | --------------------------------------------------------------------- | ----------------------------------------------------------------------- |
| —                                                                   | —                                                                     | —                                                                       |

Namibia nahm an den Olympischen Spielen 2024 in Paris mit 4 Athleten (2 pro Geschlecht) teil. Es war die insgesamt neunte Teilnahme an Olympischen Sommerspielen. Der Dachverband Namibia National Olympic Committee (NNOC) rechnete ursprünglich mit bis zu 16 teilnehmenden Sportlern aus Namibia.
Neun Athleten werden im Vorfeld vom NNOC finanziell unterstützt, um sich auf die Vorbereitung bzw. Qualifikation fokussieren zu können. Dies sind Alina Armas (Leichtathletik), Romio Goliath (Ringen), Thalia Loveira (Gymnastik), Beatrice Masilingi (Leichtathletik), Christine Mboma (Leichtathletik), Alex Miller (Radsport), Tryagain Ndevelo (Boxen), Quinn Reddig (Bogensport) und Ronan Wantenaar (Schwimmen).
Am 19. Juli 2024 wurden Vera Looser und Alex Miller als Fahnenträger Namibias für die Eröffnungsfeier bekanntgegeben. Bei der Schlussfeier erhielten die anderen beiden namibischen Teilnehmer, Helalia Johannes und Phillip Seidler, die Ehre.

## Teilnehmer nach Sportarten
Anfang Februar 2024 erfüllte als erster namibischer Sportler der Freiwasserschwimmer Phillip Seidler die olympische Norm. Zudem erhielt Namibia einen Quotenplatz im Straßenradrennen der Frauen und einen im Mountainbike der Männer. Über den Universalstartplatz erhielt Helalia Johannes ihren Startplatz für den olympischen Marathon. Am 10. Juli bestätigte das Nationale Olympische Komitee Namibias, dass lediglich vier Athleten an den Spielen teilnehmen werden.

### Leichtathletik
Laufen und Gehen
| Athleten         | Wettbewerb | Vorlauf | Vorlauf | Halbfinale | Halbfinale | Finale    | Finale | Rang |
| Athleten         | Wettbewerb | Zeit    | Rang    | Zeit       | Rang       | Zeit      | Rang   | Rang |
| ---------------- | ---------- | ------- | ------- | ---------- | ---------- | --------- | ------ | ---- |
| Frauen           |            |         |         |            |            |           |        |      |
| Helalia Johannes | Marathon   | —       | —       | —          | —          | 2:38:36 h | 68     | 68   |

### Radsport

#### Straße
| Athleten    | Wettbewerb    | Zeit      | Rang |
| ----------- | ------------- | --------- | ---- |
| Frauen      |               |           |      |
| Vera Looser | Straßenrennen | 4:10:47 h | 68   |

#### Mountainbike
| Athleten    | Wettbewerb    | Zeit | Rang |
| ----------- | ------------- | ---- | ---- |
| Männer      |               |      |      |
| Alex Miller | Cross-Country | DNF  | DNF  |

### Schwimmen
| Athleten        | Wettbewerb       | Vorlauf | Vorlauf | Halbfinale | Halbfinale | Finale | Finale | Rang |
| Athleten        | Wettbewerb       | Zeit    | Rang    | Zeit       | Rang       | Zeit   | Rang   | Rang |
| --------------- | ---------------- | ------- | ------- | ---------- | ---------- | ------ | ------ | ---- |
| Männer          |                  |         |         |            |            |        |        |      |
| Phillip Seidler | 10 km Freiwasser | —       | —       | —          | —          | DNF    | DNF    | DNF  |